# 트리움비르 모네탈리스

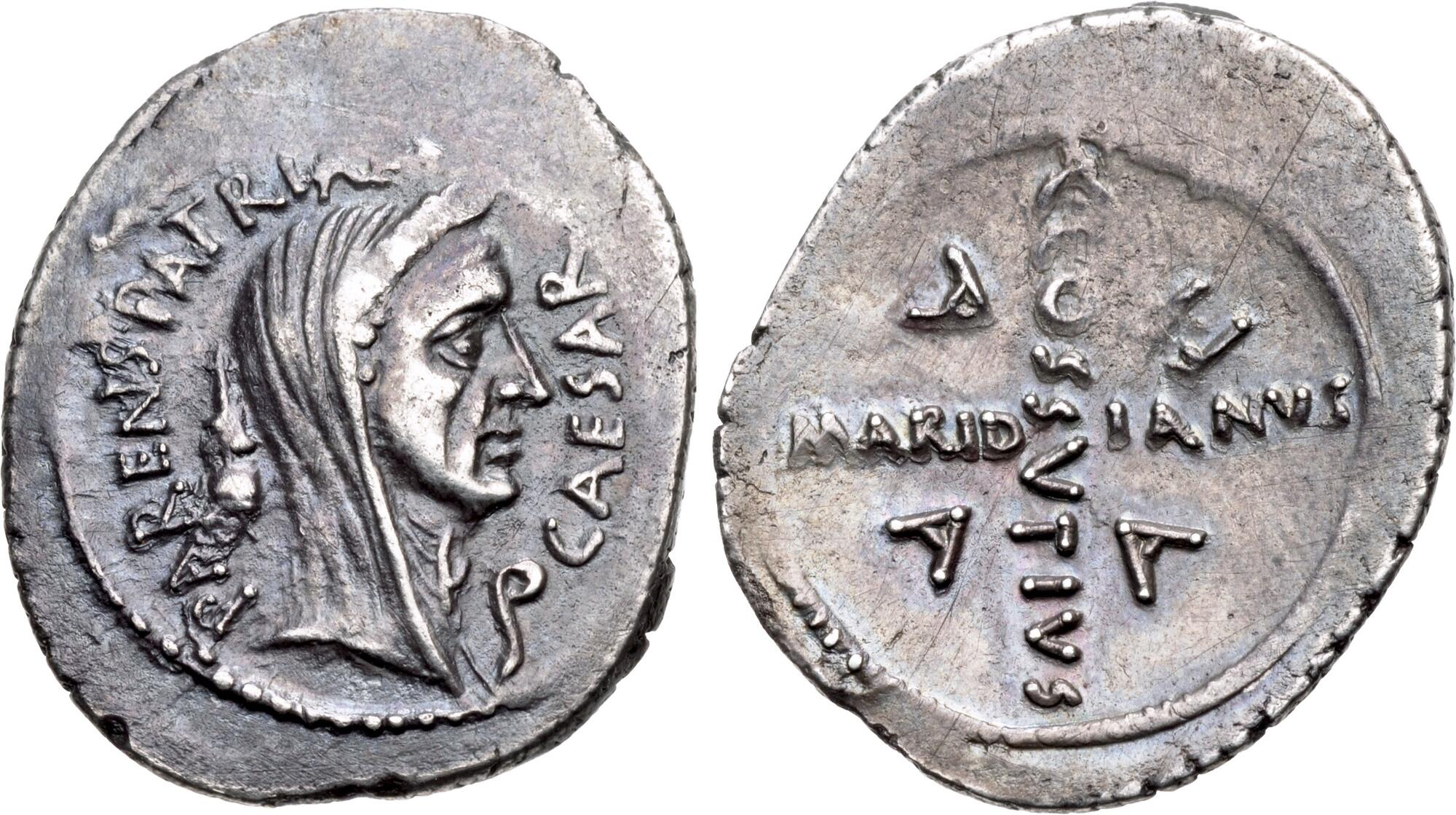
기원전 44년에 발행된 C. 코수티우스 마르디아누스의 데나리우스. 앞면에는 율리우스 카이사르의 머리가 있고 뒷면의 문구에서는 A. A. A. F. F.를 언급한다.

트리움비르 모네탈리스 (triumvir monetalis, 복수형 - triumviri monetales / 또는 triumviri (tresviri) aere argento auro flando feriundo, 축약 IIIVIR A. A. A. F. F.)는 공인 화폐 제작자들로, 로마 공화정과 제정 시기 주화의 조폐를 관장했다. 이들의 역할은 공화정 시기 '보통의 주화'(보통 그 밖의 정무관들이 임시변통으로 발행하는 예외적 주화들과는 대조적)를 책임지는 것이었다. 로마의 화폐 제작자들은 보통 셋이서 함께 행동했으며, 이에 따라 '트리움비르'라는 별칭이 붙었다.
기원전 139년부터 공화정 후기 동안에, 화폐 제작자들은 혈통, 선조들의 업적, 지도자 등을 알리는, 한층 더 개인화 된 주화들을 발행하기 시작했다. 카이사르의 독재정 이후에서 제정 성립 이전까지 이들의 자유가 줄어든 것은 황제와 황제 일가를 묘사하는 주화들만이 발행되는 것과 동시에 일어났다.
이 직위는 제정 시대에 행정직으로서 계속되었다.

## 임무와 선발
공화정 시기에, 이 직위는 정치적 경력을 밟기 시작한 원로원 계급의 젊은이들이 주로 맡았다. 매년 인원 세 명이 선발되었으며, 하급 정무관들 26명으로 이뤄진 '비긴티섹스비리의 일부를 구성했다.
처음부터, 트리움비르 모네탈리스는 1년직이었으며, 그럼에도 이들이 선출된 것인지 임명된 것인지에 대해서는 학자들 간 합의된 것은 없다. 마이클 크로포드는 화폐 제작자들이 로마 시민들한테서 선출된 것이라 여겼지만 그럼에도 이 관직이 임용자들에게 원로원 입회 자격을 주지는 않았다. 앤드루 버네트는 같은 해의 화폐 제작자들과 집정관들 간의 다수의 가문적 연관성이 있다는 점을 주목하며, 반대로 이들이 집정관들한테서 임명된 것이라 보았다.
매년, 원로원은 많은 양의 주화 생산을 요구했고, 그러면 재무관들 (주요 재정 정무관)은 화폐 제작자들에게 주화 제작에 필요한 정확한 금속 양을 전해주었다. 대부분 시기, 화폐 제작자들은 교대로 제작을 했고 한 시기에 제작하는 이는 한 명뿐이었으며, 이는 일부 화폐 제작자들은 동료들이 이미 요구되는 주화량을 만들어버리면 주화를 절대 만들지 못한다는 걸을 의미했다. 또한 가끔씩 같은 해의 화폐 제작들 간의 생산량에 대해 엄청난 차이를 설명하기도 했는데 첫 번째 화폐 제작자들이 주화의 대부분을 찍어냈다. 이들 간의 순서는 사회적 지위에 달린 것으로 보이며 고위 가문 출신 인물들이 처음으로 발행을 했었다. 귀족 계층들 외에도, 다수의 화폐 제작자들은 아시아 속주에서 활동했던 사업가 가문 출신 루키우스 미누키우스, 기원전 70년대에 은행가로 알려진 루키우스 악스시우스 나소 등 은행업 및 무역업에서의 경험을 보고 선발되었다.

## 역사

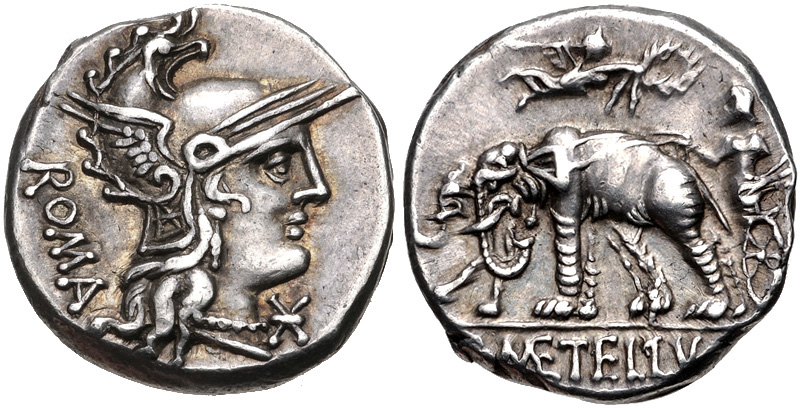
기원전 125년에 발행된 C. 카이킬리우스 메텔루스 카프라리우스의 데나리우스. 뒷면에서는 기원전 251년에 일어난 파노르무스 전투에서 승리를 거둔 루키우스 메텔루스의 개선식을 나타낸다.

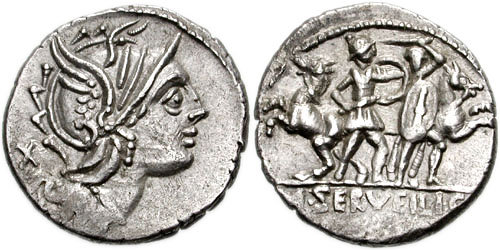
기원전 100년경의 마르쿠스 세르빌리우스의 데나리우스. 뒷면은 그의 선조인 풀렉스 게미누스의 결투가 등장한다.

'트리움비르 모네탈리스'는 기원전 211년경 데나리우스를 기반으로 한 통화 제도가 설립되면서 또는 그 이후 시기에 설치되었을 것이다. 감찰관들이 이들이 설립되기 이전에 화폐 주조를 감독했으나, 옛 콰드리가투스 주화의 질적 하락으로 권한을 상실한 것으로 본다.
초기에 로마인들은 오랜 기간에 걸쳐 동일한 유형의 주화들을 만들었으며 이는 그리스 도시국가들의 방식에서처럼 국가의 상징물들을 넣어 발행하기 위함이었다 (아테나의 부엉이가 들어간 주화처럼). 최초의 로마 주화들은 일반적으로 신들이나, 로마의 인격화, 디오스쿠로이 등을 담았으며, 보통 각 액면가마다 특정한 신이 있었다. 제2차 포에니 전쟁 기간 (기원전 218년 – 202년), '임페리움'을 지닌 일부 정무관들이 군사 활동 중에 주화를 찍어냈으며, 이들은 주화에 자신들의 이름이나 지명의 축약 형태를 집어넣었다. 이 관행은 로마에서만 주조를 하던 화폐 제작자들에게도 곧 도입되었다 (로마에서 최초로 발행된 것들은 이에 따라 특색이 없었다). 이 행위의 목적은 표준 품질을 확실히 하기 위해 모든 주화들에 대한 책임이 있는 정무관들을 알아보기 위함이었다. 화폐 제작자들의 특징들은 모노그램이나 자신들의 이름을 암시하는 상징물, 또는 이 둘을 모두 합한 것이었다. 예시로, 기원전 208년에 그나이우스 코르넬리우스 돌라벨라는 라틴어로 그의 코그노멘 (dolabella)을 뜻하는 CN DO라는 문구와 곡괭이를 아스에 기입했다. 주화에 서명을 하는 이 관행은 화폐 제작자들이 주화를 로마시의 생산품이라기보다는 자신들의 개인적 생산품으로 점차 여기게 하였다.

### 기원전 139년부터
로마 공화정 주화는 정무관 선출에 있어서 비밀 투표를 할 수 있게 한 가비니우스 표결법이 재정된 기원전 139년 이후에 급격한 변화가 이뤄졌다. 귀족 계층들은 대중들에게 영향을 주는 전통적 수단들을 더 이상 사용하지 못하였고, 야심가들은 자기 홍보 수단으로 주화를 사용하기 시작했다. 이 시기부터 화폐 주조자들은 주화 앞면에 로마의 얼굴 그리고 뒷면에는 디오스쿠로이나 전차를 모는 신을 담은 전통적 형태에서 벗어났다. 대신에 이들은 승리 (월계관, 전리품, 빅토리아 여신 등)나 조영관들의 의무 사항 (곡물 분배와 경기 행사 진행)과 관련한 주제를 택하였다. 기원전 123년부터, 아마 124년에 통과된 과도한 야망을 규제하는 법규 때문에 옛 형태로 대략 10년간 다시 돌아왔으나 인물에 대한 형태가 기원전 115년부터 다시 계속 이뤄졌다.
이 시기들부터, 화폐 주조자들은 보통 전투에서 승리나 용맹 같이 선조들의 업적과 관련된 형상들을 사용하였다. 이들은 또한 자신이 제2대 로마의 왕 누마의 아들을 폼포를 통하여 그의 후손이라 주장했던 루키우스 폼포니우스 몰로의 기원전 97년 데나리우스같이, 전설상의 선조에 대한 자신들의 주장을 기재하기도 했다.

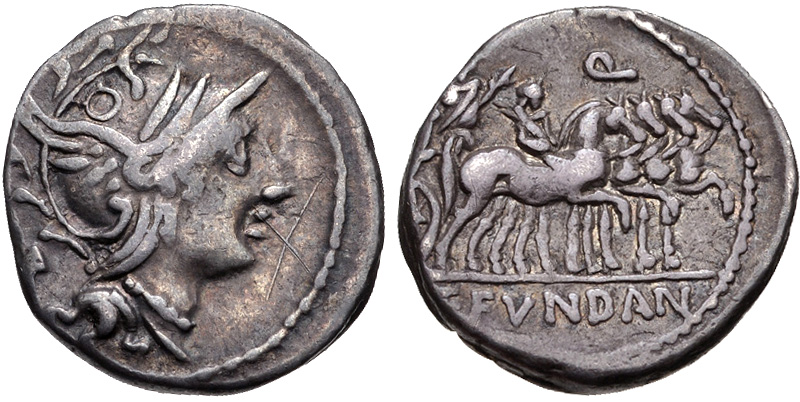
기원전 101년 가이우스 푼다니우스의 데나리우스. 뒷면엔 전차를 탄 개선 장군으로서의 가이우스 마리우스를 묘사하며, 말등에 있는 젊은 사내는 아마 그의 아들일 것이다.

기원전 101년에, 가이우스 푼다니우스는 자신의 데나리우스에 개선식 중의 마리우스를 새겼는데, 이는 로마 화폐에 살아있는 인물이 등장한 최초의 경우였다. 마리우스가 우세하던 시기의 대부분의 화폐 주조자들 역시 마찬가지로 그와 관련한 주제가 있는 주화들을 발행했다. 동맹시 전쟁과 기원전 80년대의 내전 때문에, 몹시나 많은 데나리우스들이 이 기간에 만들어졌다. 아폴로는 이 시대 가장 흔한 주제였으며, 자유와 그의 연관성 때문일 것이다.
80년대 말에, 술라는 공화정 정부을 상대로 일으킨 내전에 사용할 자금을 대기 위해 주화를 발행한 최초의 로마 장군이었고, 아우레우스에서도 마찬가지였다. 승전을 거둔 뒤에, 술라는 베누스의 후예라고 하는 자신의 주장을 강조하는 주화들을 찍어냈으나, 마리우스와는 달리, 화폐 주조자들에게는 자기들만의 주제를 발행하도록 내버려두었다. 새로운 혁신이 기원전 54년에 이뤄졌는데, 퀸투스 폼페이우스 루푸스의 데나리우스는 자신의 조부들인 술라와 루푸스의 얼굴을 새겼으며, 이는 일부 화폐 주조가들도 따라하였다.

### 개인 주화의 쇠퇴
기원전 49년의 율리우스 카이사르의 로마 입성 이후, 화폐 제작자들은 초기에는 개인적 형태 제작을 이어나갔으나, 기원전 46년부터 이들의 제작품들은 베누스 (카이사르의 수호신), 빅토리아, 포르투나, 또는 그가 성취해낸 영예들과 관련한 유형들을 담으며, 거의 대부분이 카이사르의 선전물이었다. 기원전 44년에, 율리우스 카이사르는 정치적 목적 때문에 일시적으로 화폐 제작자 수를 4명으로 늘렸으며 (이에 따라 콰드룸비리가 된다), 이들은 카이사르의 얼굴이 담긴 데나리우스를 발해했는데 이는 헬레니즘 군주들의 방법처럼 살아있는 인물의 초상을 주화 담은, 최초의 로마 사례였다. 율리우스 카이사르의 암살 이후에 화폐 제작자들은 대부분이 다시 개인 형태의 주화들을 발행했지만, 이들의 주화는 점차 제2차 삼두정치 (옥타비아누스, 마르쿠스 안토니우스, 레피두스) 인물들에 의해 배제되었으며, 삼두정치관들은 자신들의 초상이 담긴 독자적 주화를 발행했다. 화폐 제작자들 세 명 모두가 화폐를 마지막으로 발행한 것은 기원전 41년, 기원전 40년, 기원전 39년이며, 단 한 명의 모네탈리스만이 실질적으로 주화를 발행했다.

## 같이 보기
- 재무관

## 참고 문헌
- Burnett, Andrew (1977). “Authority to Coin in the Late Republic and Early Empire”. 《The Numismatic Chronicle》 17: 37–63.
- Crawford, Michael (1974). 《Roman Republican Coinage》. Cambridge University Press. ISBN 978-0-521-07492-6. OCLC 450398085.
- Purcell, N (2012). 〈vigintisexviri, vigintiviri〉.   Hornblower, Simon; Spawforth, Antony; Eidinow, Esther. 《The Oxford classical dictionary》 4판. Oxford: Oxford University Press. 1551쪽. doi:10.1093/acrefore/9780199381135.013.6807. ISBN 978-0-19-954556-8. OCLC 959667246.